# 约讷河畔梅里
約訥河畔梅里（法語：Merry-sur-Yonne，法語發音：[meʁi syʁ jɔn]）是法国勃艮第-弗朗什-孔泰大区约讷省的一个市镇，属于欧塞尔区。

## 地理
约讷河畔梅里（47°33'47"N, 3°38'38"E）面积23.66 平方千米，位于法国勃艮第-弗朗什-孔泰大區约讷省，该省份为法国中北部内陆省份，西接卢瓦雷省，西北接塞纳-马恩省，南至涅夫勒省，东临科多尔省，东北与奥布省接壤。
与约讷河畔梅里接壤的市镇（或旧市镇、城区）包括：马伊堡、布罗斯、沙泰勒桑苏瓦尔、克兰、马伊城。

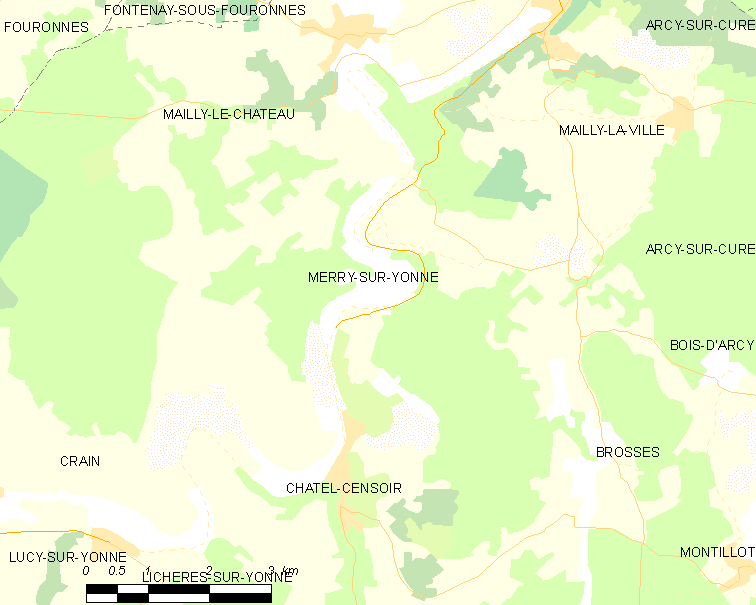
约讷河畔梅里的OSM定位图

约讷河畔梅里的时区为UTC+01:00、UTC+02:00（夏令时）。

## 行政
约讷河畔梅里的邮政编码为89660，INSEE市镇编码为89253。

## 政治
约讷河畔梅里所属的省级选区为茹拉维尔县。

## 人口

1962-2008年间约讷河畔梅里人口变化图示

约讷河畔梅里于2022年1月1日时的人口数量为189人。